# Метод факторизации Ферма

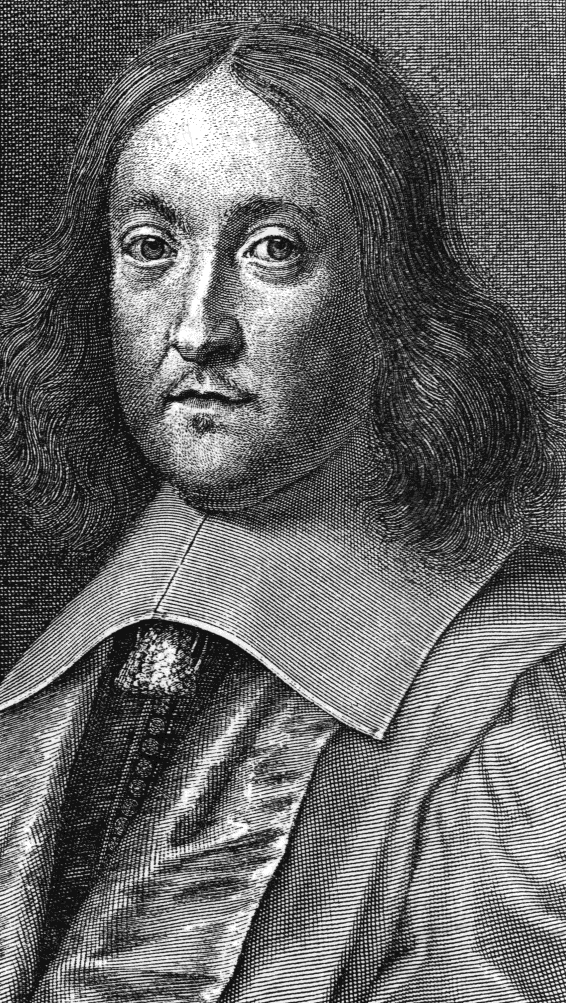
Пьер Ферма

Метод факторизации Ферма — алгоритм факторизации (разложения на множители) нечётного целого числа {\displaystyle n}, предложенный Пьером Ферма (1601—1665) в 1643 году.
Метод основан на поиске таких целых чисел {\displaystyle x} и {\displaystyle y}, которые удовлетворяют соотношению {\displaystyle x^{2}-y^{2}=n}, что ведёт к разложению {\displaystyle n=(x-y)\cdot (x+y)}.

## История
В начале XVII века во Франции математические идеи начали активно распространяться между учёными посредством переписки. В 1638 году к кругу переписывающихся учёных присоединился Пьер Ферма. Переписка была удобным способом общения, так как Ферма жил в Тулузе, а многие его знакомые учёные жили в Париже. Одним из таких учёных был Марен Мерсенн, занимавшийся распространением писем, пересылкой и связью многих учёных между собой. 26 декабря 1638 года в письме Мерсенну Ферма упомянул, что нашёл метод, с помощью которого можно находить делители положительных чисел, но какие-либо подробности и описание метода он опустил. На тот момент Мерсенн также вёл переписку с французским математиком Бернаром Френиклем де Бесси, занимавшимся, как и Ферма, теорией чисел, в частности, делителями натуральных чисел и совершенными числами. В начале 1640 года, узнав о том, что Ферма получил метод нахождения делителей, Френикль пишет Мерсенну, и тот пересылает письмо Ферма. Мерсенн долгое время был связующим звеном между двумя математиками в их переписке. Именно в письмах Френиклю Ферма смог доказать корректность метода факторизации, а также впервые сформулировать и обосновать основные положения теоремы, которая позже была названа малой теоремой Ферма.

## Обоснование
Метод Ферма основан на теореме о представлении числа в виде разности двух квадратов:
| Если {\displaystyle n>1} нечётно, то существует взаимно однозначное соответствие между разложением на множители {\displaystyle n=a\cdot b} и представлением в виде разности квадратов {\displaystyle n=x^{2}-y^{2}} с {\displaystyle x>y>0}, задаваемое формулами {\displaystyle x=(a+b)/2,} {\displaystyle y=(a-b)/2,} {\displaystyle a=x+y,} {\displaystyle b=x-y.} |

Если задана факторизация {\displaystyle n=a\cdot b}, то имеет место соотношение:  {\displaystyle n=a\cdot b=\left({\frac {a+b}{2}}\right)^{2}-\left({\frac {a-b}{2}}\right)^{2}}. Таким образом получается представление в виде разности двух квадратов.
Обратно, если дано, что {\displaystyle n=x^{2}-y^{2}}, то правую часть можно разложить на множители: {\displaystyle (x-y)(x+y)}.

## Описание алгоритма
Для разложения на множители нечётного числа {\displaystyle n} ищется пара чисел {\displaystyle (x,y)} таких, что {\displaystyle x^{2}-y^{2}=n}, или {\displaystyle (x-y)\cdot (x+y)=n}. При этом числа {\displaystyle (x+y)} и {\displaystyle (x-y)} являются делителями {\displaystyle n}, возможно, тривиальными (то есть одно из них равно 1, а другое — {\displaystyle n}).
В нетривиальном случае равенство {\displaystyle x^{2}-y^{2}=n} равносильно {\displaystyle x^{2}-n=y^{2}}, то есть тому, что {\displaystyle x^{2}-n} является квадратом.
Поиск квадрата такого вида начинается с {\displaystyle x=\left\lceil {\sqrt {n}}\right\rceil } — наименьшего числа, при котором разность {\displaystyle x^{2}-n} неотрицательна.
Для каждого значения {\displaystyle k\in \mathbb {N} ,} начиная с {\displaystyle k=1}, вычисляют {\displaystyle \left(\left\lceil {\sqrt {n}}\right\rceil +k\right)^{2}-n} и проверяют, не является ли это число точным квадратом. Если не является, то {\displaystyle k} увеличивают на единицу и переходят на следующую итерацию.
Если {\displaystyle \left(\left\lceil {\sqrt {n}}\right\rceil +k\right)^{2}-n} является точным квадратом, то есть {\displaystyle x^{2}-n=\left(\left\lceil {\sqrt {n}}\right\rceil +k\right)^{2}-n=y^{2},} то получено разложение:
{\displaystyle n=x^{2}-y^{2}=(x+y)(x-y)=a\cdot b,}
в котором {\displaystyle x=\left\lceil {\sqrt {n}}\right\rceil +k.}
Если оно является тривиальным и единственным, то {\displaystyle n} — простое.
На практике значение выражения на {\displaystyle (k+1)}-м шаге вычисляется с учётом значения на {\displaystyle k}-м шаге:
{\displaystyle (s+1)^{2}-n=s^{2}+2s+1-n,}
где {\displaystyle s=\left\lceil {\sqrt {n}}\right\rceil +k.}

## Примеры

### Пример с малым числом итераций
Возьмём число {\displaystyle n=10873}. Вычислим {\displaystyle s=\left\lceil {\sqrt {n}}\right\rceil =105.} Для {\displaystyle k=0,1,2,...} будем вычислять значения функции {\displaystyle s+k}. Для дальнейшей простоты построим таблицу, которая будет содержать значения {\displaystyle y=(s+k)^{2}-n} и {\displaystyle {\sqrt {y}}} на каждом шаге итерации. Получим:
| {\displaystyle k} | {\displaystyle y} | {\displaystyle {\sqrt {y}}} |
| ----------------- | ----------------- | --------------------------- |
| 1                 | 363               | 19,052                      |
| 2                 | 576               | 24                          |

Как видно из таблицы, уже на втором шаге итерации было получено целое значение {\displaystyle {\sqrt {y}}}.
Таким образом имеет место следующее выражение: {\displaystyle (105+2)^{2}-n=24^{2}}. Отсюда следует, что {\displaystyle n=107^{2}-24^{2}=131\cdot 83=10873.}

### Пример с большим числом итераций
Пусть {\displaystyle n=89755.} Тогда {\displaystyle {\sqrt {n}}\approx 299,591} или {\displaystyle s=\left\lceil {\sqrt {n}}\right\rceil =300.}
| {\displaystyle k} | {\displaystyle y} | {\displaystyle {\sqrt {y}}} |
| ----------------- | ----------------- | --------------------------- |
| 77                | 52374             | 228,854                     |
| 78                | 53129             | 230,497                     |
| 79                | 53886             | 232,134                     |
| 80                | 54645             | 233,763                     |
| 81                | 55406             | 235,385                     |
| 82                | 56169             | 237                         |

{\displaystyle {\sqrt {y}}=237}
{\displaystyle a=s+k+{\sqrt {y}}=300+82+237=619}
{\displaystyle b=s+k-{\sqrt {y}}=300+82-237=145}
Данное разложение является не конечным, так как, очевидно, что число {\displaystyle 145} не является простым: {\displaystyle 145=29\cdot 5.}
В итоге, конечное разложение исходного числа {\displaystyle n} на произведение простых множителей {\displaystyle 89755=5\cdot 29\cdot 619.}

## Оценка производительности
Наибольшая эффективность расчёта методом факторизации Ферма достигается в случае, когда множители числа {\displaystyle n} примерно равны между собой. Это обеспечивает относительно короткий поиск последовательности
{\displaystyle s^{2}-n,\ (s+1)^{2}-n,\ (s+2)^{2}-n,\ \dots \ (s+k)^{2}-n.}
В наихудшем варианте, когда, к примеру, {\displaystyle a} близко к {\displaystyle n,} а {\displaystyle b} близко к 1, алгоритм Ферма работает хуже по сравнению с методом перебора делителей. Число итераций для данного случая
{\displaystyle \operatorname {Iter} (n)={\frac {a+b}{2}}-\left\lceil n^{1/2}\right\rceil \approx {\frac {n}{2}}-\left\lceil n^{1/2}\right\rceil ,}
то есть, очевидно, что оно имеет порядок {\displaystyle O(n).}
Метод факторизации Ферма будет работать не хуже метода перебора делителей, если {\displaystyle \operatorname {Iter} (n)<n^{1/2},} отсюда можно получить оценку для большего делителя {\displaystyle a<4n^{1/2}.} Следовательно, метод Ферма имеет экспоненциальную оценку и, как метод пробного деления, не подходит для разложения больших чисел. Можно повысить эффективность, если выполнить сначала пробное деление числа {\displaystyle n} на числа от 2 до некоторой константы B, а затем выполнить поиск делителей методом Ферма. Такой подход помогает избавиться от малых делителей числа {\displaystyle n}.

## Оптимизация методом перебора делителей
Предположим, что мы пытаемся разложить на множители число n = 2345678917 методом Ферма, но кроме b вычисляем также и a − b. Начиная с {\displaystyle {\sqrt {n}}}, можно записать:
| a     | 48 433   | 48 434   | 48 435   | 48 436   |
| b2    | 76 572   | 173 439  | 270 308  | 367 179  |
| b     | 276,7    | 416,5    | 519,9    | 605,9    |
| a − b | 48 156,3 | 48 017,5 | 47 915,1 | 47 830,1 |

Если бы теперь для разложения числа {\displaystyle n} стали использовать метод перебора делителей, то имело бы смысл проверять делители {\displaystyle n} только до 47 830, а не до 48 432, так как если бы существовал делитель больше, то он был бы найден методом Ферма. Итак, всего за четыре этапа методом Ферма были проверены все делители {\displaystyle n} от 47 830 до 48 432.
Таким образом, можно комбинировать метод Ферма с методом перебора делителей. Достаточно выбрать число {\displaystyle c>{\sqrt {n}}} и использовать метод Ферма для проверки делителей между {\displaystyle c} и {\displaystyle {\sqrt {n}}}, а оставшиеся делители можно проверить методом перебора делителей, причём проверять делители нужно только до числа {\displaystyle c-{\sqrt {c^{2}-n}}}.
В примере выше, когда {\displaystyle c=48436}, делители необходимо перебирать до числа 47830. Также, к примеру, можно выбрать число {\displaystyle c=55000}, дающее границу 28937.
Комбинация методов хороша, так как при достаточной разнице между делителями числа {\displaystyle n} метод перебора делителей эффективнее метода Ферма. Это иллюстрирует следующий пример:
| a     | 60 001        | 60 002        |
| b2    | 1 254 441 084 | 1 254 561 087 |
| b     | 35 418,1      | 35 419,8      |
| a − b | 24 582,9      | 24 582,2      |

## Метод решета
При поиске квадрата натурального числа в последовательности чисел {\displaystyle a^{2}-n} можно не вычислять квадратный корень из каждого значения этой последовательности, и даже не проверять все возможные значения для a. Для примера рассмотрим число {\displaystyle n=2345678917}:
| a  | 48 433 | 48 434  | 48 435  | 48 436  |
| b2 | 76 572 | 173 439 | 270 308 | 367 179 |
| b  | 276,7  | 416,5   | 519,9   | 605,9   |

Можно сразу, не вычисляя квадратного корня, сказать, что ни одно из значений {\displaystyle b^{2}} в таблице не является квадратом. Достаточно, например, воспользоваться тем, что все квадраты натуральных чисел, взятые по модулю 20, равны одному из следующих значений: 0, 1, 4, 5, 9, 16. Эти значения повторяются при каждом увеличении a на 10. В примере {\displaystyle n=17} по модулю 20, поэтому отнимая 17 (или добавляя 3), получаем, что число {\displaystyle b^{2}} по модулю 20 равно одному из следующих: 3, 4, 7, 8, 12, 19. Но так как {\displaystyle b} — натуральное число, то отсюда получаем, что {\displaystyle b^{2}} по модулю 20 может быть равно только 4. Следовательно, {\displaystyle a^{2}=1} по модулю 20 и {\displaystyle a=1} или {\displaystyle a=9} по модулю 10. Таким образом, можно проверять корень выражения {\displaystyle a^{2}-n} не для всех {\displaystyle a}, а только для тех, которые оканчиваются на 1 или 9.
Аналогично в качестве модуля можно использовать любые степени различных простых чисел. Например, взяв то же число {\displaystyle n=2345678917}, находим
| По модулю 16: | Квадраты равны                             | 0, 1, 4 или 9                |
|               | n mod 16 равно                             | 5                            |
|               | следовательно, {\displaystyle a^{2}} равно | 9                            |
|               | и a равно                                  | 3, 5, 11 или 13 по модулю 16 |
| По модулю 9:  | Квадраты равны                             | 0, 1, 4, или 7               |
|               | n mod 9 равно                              | 7                            |
|               | следовательно, {\displaystyle a^{2}} равно | 7                            |
|               | и a равно                                  | 4 или 5 по модулю 9          |

## Оптимизация множителем
Метод Ферма хорошо работает в случае, когда у числа {\displaystyle n} есть множитель, приблизительно равный квадратному корню из {\displaystyle n}.
Если известно примерное соотношение {\displaystyle d/c} между множителями числа {\displaystyle n}, то можно выбрать рациональное число {\displaystyle u/v}, приблизительно равное этому соотношению. Тогда можно записать следующее равенство: {\displaystyle nuv=cu\cdot dv}, где множители {\displaystyle cu} и {\displaystyle dv} близки в силу сделанных предположений. Поэтому применив метод Ферма для разложения числа {\displaystyle nuv}, их можно быстро найти. Далее для нахождения {\displaystyle c} и {\displaystyle d} можно использовать равенства {\displaystyle \gcd(n,cu)=c} и {\displaystyle \gcd(n,dv)=d} (в случае, если {\displaystyle u} не делится на {\displaystyle c} и {\displaystyle v} не делится на {\displaystyle d}).
В общем случае, когда соотношение между множителями {\displaystyle n} не известно, можно попытаться использовать разные соотношения {\displaystyle u/v}, и пробовать разложить получившееся в результате число {\displaystyle nuv}. Алгоритм, основанный на данном методе, был впервые предложен американским математиком Шерманом Леманом в 1974 году и называется метод Лемана. Алгоритм детерминированно раскладывает данное натуральное число {\displaystyle n} на множители за {\displaystyle O(n^{1/3})} арифметических операций, однако в настоящее время представляет только исторический интерес и на практике почти не используется.

## Метод Крайчика — Ферма
Обобщение метода Ферма было предложено Морисом Крайчиком в 1926 году. Он предложил рассматривать вместо пар чисел {\displaystyle (x,y),} которые удовлетворяют соотношению {\displaystyle x^{2}-y^{2}=n,} искать пары чисел, удовлетворяющих более общему сравнению {\displaystyle x^{2}\equiv y^{2}{\pmod {n}}.} Такое сравнение можно найти, перемножив несколько сравнений вида {\displaystyle u_{i}^{2}\equiv v_{i}}, где {\displaystyle v_{i}} — небольшие числа, произведения которых будет квадратом. Для этого можно рассмотреть пары чисел {\displaystyle (u_{i},v_{i})}, где {\displaystyle u_{i}} — целый числа чуть больше {\displaystyle {\sqrt {n}}}, а {\displaystyle v_{i}=u_{i}^{2}-n}. Крайчик заметил, что многие из полученных таким образом чисел {\displaystyle v_{i}} раскладываются на небольшие простые множители, то есть числа {\displaystyle v_{i}} являются гладкими.
1. Найти множество пар {\displaystyle (x,y),} которые удовлетворяют соотношению {\displaystyle x\equiv y{\pmod {n}}.}
2. Определить полное или частное разложение чисел {\displaystyle x} и {\displaystyle y} на множители для каждой пары {\displaystyle (x,y).}
3. Выбрать пары {\displaystyle (x,y),} произведение которых удовлетворит соотношению {\displaystyle x^{2}\equiv y^{2}{\pmod {n}}.}
4. Разложить число {\displaystyle n} на множители.

### Пример[12]
С помощью метода Крайчика — Ферма разложим число {\displaystyle n=2041.} Число {\displaystyle 46} является первым, чей квадрат больше числа {\displaystyle n}: {\displaystyle 46^{2}=2116.}
Вычислим значение функции {\displaystyle v(u)=u^{2}-n} для всех {\displaystyle u=46,47,\dots } Мы получим {\displaystyle 75,168,263,360,459,560,\dots }
По методу Ферма, нужно было бы продолжать вычисления пока не был бы найден квадрат какого-либо числа. По методу Крайчика — Ферма далее нужно последовательно искать такие {\displaystyle u_{k}}, для которых {\displaystyle v(u_{1})v(u_{2})\dots v(u_{k})=y^{2},u_{1}u_{2}\dots u_{k}=x.} Тогда
{\displaystyle x^{2}=u_{1}^{2}u_{2}^{2}\dots u_{k}^{2}\equiv (u_{1}^{2}-n)\cdot (u_{2}^{2}-n)\cdots (u_{k}^{2}-n)=v(u_{1})\cdot v(u_{2})\dots v(u_{k})=y^{2}{\pmod {n}}.}
Из алгоритма Крайчика — Ферма следует, что все полученные числа {\displaystyle (u_{k}^{2}-n)} можно легко факторизовать.
Действительно: {\displaystyle 75=3\cdot 5^{2},\ 168=2^{3}\cdot 3\cdot 7,\ 360=2^{3}\cdot 3^{2}\cdot 5,\ 560=2^{4}\cdot 5\cdot 7.}
Очевидно, что произведение полученных четырёх чисел будет квадратом: {\displaystyle 2^{10}\cdot 3^{4}\cdot 5^{4}\cdot 7^{2}.} Тогда теперь можно вычислить {\displaystyle (x,y):}
{\displaystyle x=46\cdot 47\cdot 49\cdot 51\equiv 311{\pmod {2041}},}
{\displaystyle y=2^{5}\cdot 3^{2}\cdot 5^{2}\cdot 7\equiv 1416{\pmod {2041}}.}
Далее с помощью алгоритма Евклида находим {\displaystyle \gcd(1416-311,2041)=13}.
Таким образом, {\displaystyle 2041=13\cdot 157.}

## Алгоритм Диксона
В 1981 году математик Карлтонского университета Джон Диксон опубликовал разработанный им метод факторизации на основе идей Крайчика.
Алгоритм Диксона основан на понятии о факторных базах и является обобщением алгоритма факторизации Ферма. В алгоритме вместо пар чисел, удовлетворяющих уравнению {\displaystyle x^{2}-y^{2}=n} ищутся пары чисел, удовлетворяющих более общему уравнению {\displaystyle x^{2}\equiv y^{2}{\pmod {n}}}, для решения которого Крайчиком было замечено несколько полезных фактов. Вычислительная сложность алгоритма
{\displaystyle T=O\left({L\left({n}\right)}^{2}\right),}
где {\displaystyle L\left({n}\right)=\exp {\left({\sqrt {\ln {n}\cdot \ln {\ln {n}}}}\right)}.}

## Другие улучшения
Идея метода факторизации Ферма лежит в основе одних из самых быстрых алгоритмов для факторизации больших полупростых чисел — методе квадратичного решета и общем методе решета числового поля. Основное отличие метода квадратичного решета от метода Ферма заключается в том, что вместо поиска квадрата в последовательности {\displaystyle a^{2}-n} находятся пары таких чисел, чьи квадраты равны по модулю {\displaystyle n} (каждая из этих пар может являться разложением числа {\displaystyle n}). Затем уже среди найденных пар чисел ищется та пара, которая и является разложением числа {\displaystyle n}.
Развитием метода факторизации Ферма является метод квадратичных форм Шенкса (также известен как SQUFOF), основанный на применении квадратичных форм. Интересно то, что для 32-разрядных компьютеров алгоритмы, основанные на данном методе, являются безусловными лидерами среди алгоритмов факторизации для чисел от {\displaystyle 10^{10}} до {\displaystyle 10^{18}}.

## Применение
Алгоритм факторизации Ферма может быть применён для криптоанализа RSA. Если простые числа {\displaystyle p,q}, произведение которых равно {\displaystyle n}, близки друг другу, то они могут быть найдены методом факторизации Ферма. После чего можно найти секретную экспоненту {\displaystyle d}, взломав таким образом RSA. На момент опубликования алгоритма RSA было известно лишь небольшое количество алгоритмов факторизации, самым известным из которых являлся метод Ферма.

## Интересные факты
Известный английский экономист и логист У. С. Джевонс сделал в своей книге «Принципы науки» (англ. The Principles of Science, 1874 год) следующее предположение:

По данным двум числам можно найти их произведение простым и надёжным способом, но совсем другое дело, когда для большого числа необходимо найти его множители. Можно ли сказать, какие два числа перемножены, чтобы получилось число 8 616 460 799? Я думаю, что вряд ли кто-либо кроме меня знает это.

Интересно то, что указанное Джевонсом число может быть разложено вручную методом Ферма с применением метода решета примерно за 10 минут. Действительно, {\displaystyle \left\lceil {\sqrt {n}}\right\rceil =92\,825}. Используя метод решета, можно быстро прийти к соотношению
{\displaystyle 92\,880^{2}-n=10\,233\,601=3199^{2}.}
Таким образом разложение на простые множители имеет вид {\displaystyle 8\,616\,460\,799=89\,681\cdot 96\,079}.
Основная же мысль Джевонса о сложности разложения чисел на простые множители по сравнению с их перемножением справедлива, но только в том случае, когда речь идёт о произведении чисел, не настолько близких друг к другу.